# Lützel-Wiebelsbach
Lützel-Wiebelsbach ist ein Ortsteil der Gemeinde Lützelbach im südhessischen Odenwaldkreis und ist Sitz der Gemeindeverwaltung.

## Geographie
Lützel-Wiebelsbach liegt im nordöstlichen Odenwald, ca. 15 km nordöstlich von Erbach, an den namensgebenden Bachläufen des Lützelbachs und seinem rechten nördlichen Zufluss, dem Wiebelsbach. Die Ortskerne der beiden zusammengewachsenen Teilorte Wiebelsbach im Nordosten und Lützelbach im Südwesten liegen nur etwa 500 Meter voneinander entfernt. Auf dem Hügel dazwischen wurde im Jahre 1967 die Grundschule Lützelbach mit einem großen Sportgelände errichtet. Das geschlossenes Dorf befindet sich im Buntsandsteingebiet des Odenwaldes bei doppelseitiger Gehängelage. Der Ortsteil Lützel-Wiebelsbach besteht aus der 642,9 Hektar umfassenden Gemarkung Lützel-Wiebelsbach. In der Gemarkung liegt die folgenden aktuellen bzw. historischen Wohnplätze:
- Siedlung In der Hardt.[4]
- Siedlung Lützelbach.[5]
- Siedlung Wiebelsbach.[6]

An den Ortsteil Lützel-Wiebelsbach grenzen, vom Norden beginnend, im Uhrzeigersinn an die Orte Kerngemeinde Höchst, Rai-Breitenbach, das bayrische Obernburg am Main, Seckmauern, Haingrund, Breitenbrunn und Rimhorn. Durch den Ort verläuft die Landesstraße 3259 die von Rai-Breitenbach nach Seckmauern führt.

## Geschichte

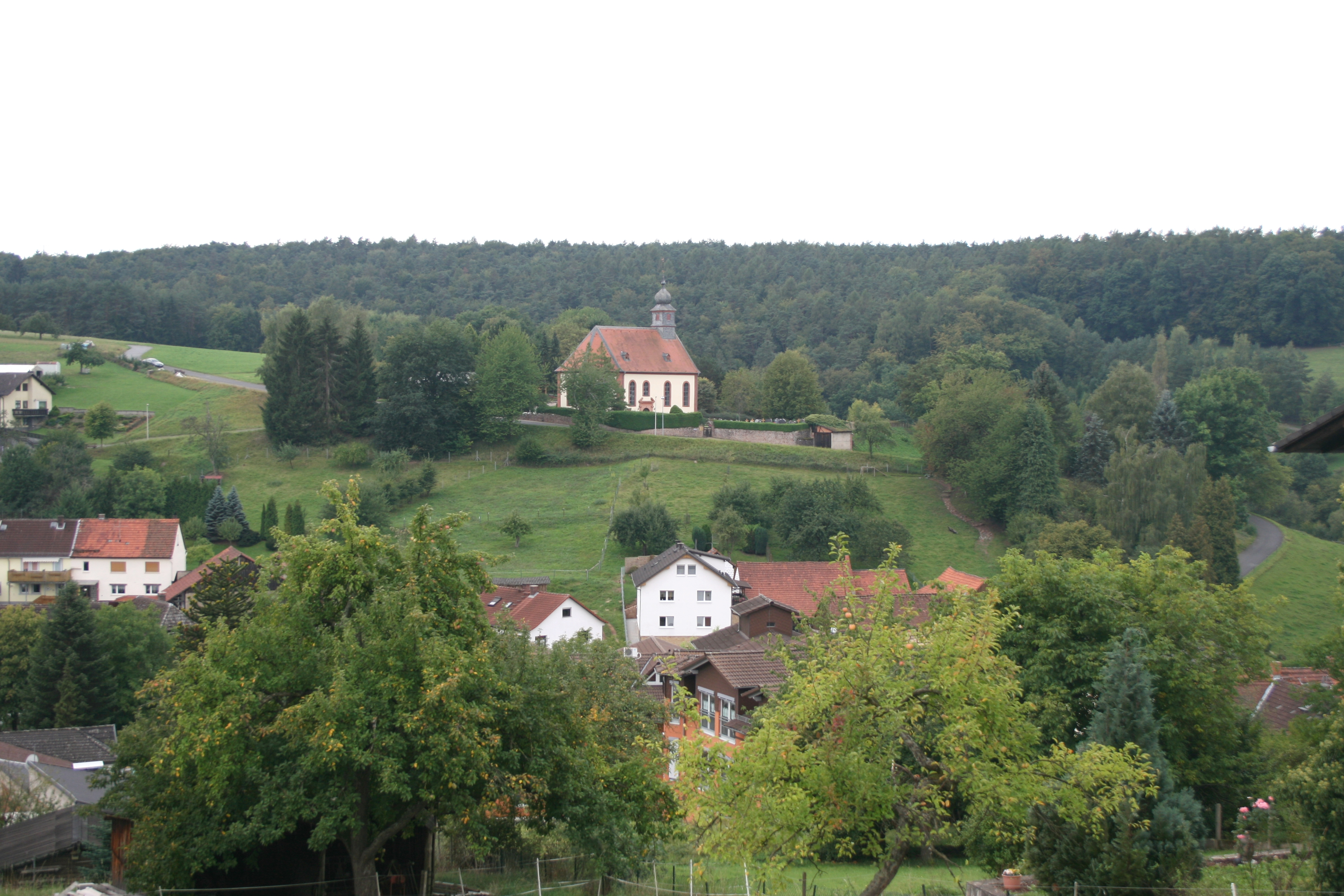
Blick auf Kirche und Kirchhof 2011

### Ortsgeschichte
Im Südosten der Gemarkung liegt das Römerkastell Lützelbach (Numeruskastell), ein römischer Stützpunkt des Neckar-Odenwald-Limes.
Lützel-Wiebelsbach entstand mit der Einführung der Hessischen Gemeindeordnung im Jahre 1821 durch Zusammenschluss der eng benachbarten Orte Lützelbach und Wiebelsbach, die im Verlauf des 19. Jahrhunderts baulich zusammenwuchsen.
Die älteste erhalten gebliebene Erwähnung von Lützelbach weist in das Jahr 1160. In einer Aschaffenburger Urkunde wird ein Adeliger namens Wignand von Luzzelenbach erwähnt. Zu diesem Zeitpunkt wird ein Reitz von Lützelbach als Vogt des Klosters Fulda genannt. Seine Stammburg stand auf dem heutigen Kirchberg in Lützel-Wiebelsbach (→ Burg Lützelbach). Später übernahmen sie die Vogtei Breuberg und wurden Herren über die Burg Breuberg. Der Ort Wiebelspach ist seit 1237 urkundlich bezeugt. Nach dem Aussterben der Reiz von Breuberg 1323 kam der Ort mit der Herrschaft Breuberg an verschiedene Teilbesitzer, bis die Herrschaft 1806 an das Großherzogtum Hessen fiel.
Nach Auflösung der alten Amtsstruktur 1822 fiel der Ort in den Zuständigkeitsbereich des Landgerichts Höchst, nach der Reichsjustizreform von 1877 ab 1879 in den des Amtsgerichts Höchst im Odenwald.
Hessische Gebietsreform (1970–1977)
Im Zuge der Gebietsreform in Hessen fusionierten zum 1. Februar 1971 die Gemeinden Breitenbrunn und Lützel-Wiebelsbach zur erweiterten Gemeinde Lützel-Wiebelsbach und zum 31. Dezember 1971 schloss sich die Gemeinde Rimhorn freiwillig der Gemeinde Lützel-Wiebelsbach an. In der Folge wurden durch das Gesetz zur Neugliederung des Landkreises Erbach die Gemeinden Steinbachtal und Lützel-Wiebelsbach mit Wirkung vom 1. August 1972 zur Gemeinde Lützelwiebelsbach zusammengeschlossen. Ein Jahr später wiederum, am 1. Juli 1973, wurde die Gemeinde in Lützelbach umbenannt. Für Lützel-Wiebelsbach wurde, wie für jeden Ortsteil der neugeschaffenen Gemeinde, ein Ortsbezirk gebildet.

### Verwaltungsgeschichte im Überblick
Die folgende Liste zeigt die Staaten und Verwaltungseinheiten, denen Lützel-Wiebelsbach angehört(e):
- 1821: Zusammenschluss der beiden Dörfer Lützelbach und Wiebelsbach zur Gemeinde Lützel-Wiebelsbach.
- ab 1822: Großherzogtum Hessen, Provinz Starkenburg, Landratsbezirk Breuberg
- ab 1848: Großherzogtum Hessen, Regierungsbezirk Erbach
- ab 1852: Großherzogtum Hessen, Provinz Starkenburg, Kreis Erbach
- ab 1871: Deutsches Reich,[13] Großherzogtum Hessen, Provinz Starkenburg, Kreis Erbach
- ab 1918: Deutsches Reich, Volksstaat Hessen,[Anm. 1] Provinz Starkenburg, Kreis Erbach
- ab 1938: Deutsches Reich, Volksstaat Hessen, Landkreis Erbach[14][Anm. 2]
- ab 1945: Deutsches Reich, Amerikanische Besatzungszone,[Anm. 3] Groß-Hessen, Regierungsbezirk Darmstadt, Landkreis Erbach
- ab 1946: Deutsches Reich, Amerikanische Besatzungszone, Land Hessen, Regierungsbezirk Darmstadt, Landkreis Erbach
- ab 1949: Bundesrepublik Deutschland, Land Hessen, Regierungsbezirk Darmstadt, Landkreis Erbach
- ab 1971: Bundesrepublik Deutschland, Land Hessen, Regierungsbezirk Darmstadt, Landkreis Erbach[Anm. 4]
- ab 1972: Bundesrepublik Deutschland, Land Hessen, Regierungsbezirk Darmstadt, Odenwaldkreis, Gemeinde Lützelwiebelsbach.[Anm. 5]
- Ab 1973: Bundesrepublik Deutschland, Land Hessen, Regierungsbezirk Darmstadt, Odenwaldkreis, Gemeinde Lützelbach[Anm. 6]

### Bevölkerung

#### Einwohnerentwicklung
- 1961: 965 evangelische (= 56,04 %), 741 katholische (= 43,03 %) Einwohner[3]

| Ortsteil Lützel-Wiebelsbach: Einwohnerzahlen von 1834 bis 2024 | Ortsteil Lützel-Wiebelsbach: Einwohnerzahlen von 1834 bis 2024 | Ortsteil Lützel-Wiebelsbach: Einwohnerzahlen von 1834 bis 2024 | Ortsteil Lützel-Wiebelsbach: Einwohnerzahlen von 1834 bis 2024 | Ortsteil Lützel-Wiebelsbach: Einwohnerzahlen von 1834 bis 2024 |
| --- | -------------------------------------------------------------- | -------------------------------------------------------------- | -------------------------------------------------------------- | -------------------------------------------------------------- |
| Jahr |                                                                |                                                                |                                                                | Einwohner                                                      |
| 1834 | 1834                                                           |                                                                | 808                                                            | 808                                                            |
| 1840 | 1840                                                           |                                                                | 923                                                            | 923                                                            |
| 1846 | 1846                                                           |                                                                | 953                                                            | 953                                                            |
| 1852 | 1852                                                           |                                                                | 982                                                            | 982                                                            |
| 1858 | 1858                                                           |                                                                | 925                                                            | 925                                                            |
| 1864 | 1864                                                           |                                                                | 959                                                            | 959                                                            |
| 1871 | 1871                                                           |                                                                | 967                                                            | 967                                                            |
| 1875 | 1875                                                           |                                                                | 1.025                                                          | 1.025                                                          |
| 1885 | 1885                                                           |                                                                | 1.031                                                          | 1.031                                                          |
| 1895 | 1895                                                           |                                                                | 1.000                                                          | 1.000                                                          |
| 1905 | 1905                                                           |                                                                | 1.034                                                          | 1.034                                                          |
| 1910 | 1910                                                           |                                                                | 1.042                                                          | 1.042                                                          |
| 1925 | 1925                                                           |                                                                | 1.131                                                          | 1.131                                                          |
| 1939 | 1939                                                           |                                                                | 1.214                                                          | 1.214                                                          |
| 1946 | 1946                                                           |                                                                | 1.533                                                          | 1.533                                                          |
| 1950 | 1950                                                           |                                                                | 1.527                                                          | 1.527                                                          |
| 1956 | 1956                                                           |                                                                | 1.627                                                          | 1.627                                                          |
| 1961 | 1961                                                           |                                                                | 1.722                                                          | 1.722                                                          |
| 1967 | 1967                                                           |                                                                | 2.008                                                          | 2.008                                                          |
| 1980 | 1980                                                           |                                                                | ?                                                              | ?                                                              |
| 1990 | 1990                                                           |                                                                | ?                                                              | ?                                                              |
| 2000 | 2000                                                           |                                                                | ?                                                              | ?                                                              |
| 2011 | 2011                                                           |                                                                | 2.721                                                          | 2.721                                                          |
| 2015 | 2015                                                           |                                                                | 2.782                                                          | 2.782                                                          |
| 2020 | 2020                                                           |                                                                | 2.800                                                          | 2.800                                                          |
| 2024 | 2024                                                           |                                                                | 2.826                                                          | 2.826                                                          |
| Datenquelle: Historisches Gemeindeverzeichnis für Hessen: Die Bevölkerung der Gemeinden 1834 bis 1967. Wiesbaden: Hessisches Statistisches Landesamt, 1968. Weitere Quellen: LAGIS; Gemeinde Lützelbach; Zensus 2011 |                                                                |                                                                |                                                                |                                                                |

#### Einwohnerstruktur 2011
Nach den Erhebungen des Zensus 2011 lebten am Stichtag, dem 9. Mai 2011, in Lützel-Wiebelsbach 2721 Einwohner. Darunter waren 300 (11,0 %) Ausländer. Nach dem Lebensalter waren 516 Einwohner unter 18 Jahren, 1152 zwischen 18 und 49, 588 zwischen 50 und 64 und 468 Einwohner waren älter. Die Einwohner lebten in 1107 Haushalten. Davon waren 309 Singlehaushalte, 327 Paare ohne Kinder und 381 Paare mit Kindern, sowie 78 Alleinerziehende und 9 Wohngemeinschaften. In 204 Haushalten lebten ausschließlich Senioren und in 786 Haushaltungen lebten keine Senioren.

## Politik

### Ortsbeirat
Für Lützel-Wiebelsbach besteht ein Ortsbezirk (Gebiete der ehemaligen Gemeinde Lützel-Wiebelsbach) mit Ortsbeirat und Ortsvorsteher nach der Hessischen Gemeindeordnung. Der Ortsbeirat besteht aus drei Mitgliedern. Bei den Kommunalwahlen in Hessen 2021 betrug die Wahlbeteiligung zum Ortsbeirat 46,9 %. Dabei wurden gewählt: ein Mitglied der SPD und zwei Mitglieder der Liste „Überparteiliche Wählergemeinschaft Lützelbach“ (ÜWG). Der Ortsbeirat wurde im Sommer 2023 aufgelöst.

### Wappen und Flagge
Wappen

Blasonierung: „In gespaltenem Schild rechts in Rot ein goldener blaubekrönter und -bezungter Löwe, links in Silber und Blau geschachtet.“
Das Wappen wurde der Gemeinde Lützel-Wiebelsbach im damaligen Landkreis Erbach am 17. Januar 1962 durch das Hessische Innenministerium genehmigt. Gestaltet wurde es durch den Bad Nauheimer Heraldiker Heinz Ritt.
Das Wappen geht zurück auf das der Herren Reiz von Lützelbach (später von Breuberg), deren Stammburg in Lützelbach, vermutlich in der Nähe der evangelischen Kirche stand.
Das Wappen wurde, wie auch die Flagge, nach der Gebietsreform 1973 von der neuen Gemeinde Lützelbach übernommen.
Flagge
Die Flagge wurde der Gemeinde am 20. März 1967 durch das Hessische Innenministerium genehmigt und wird wie folgt beschrieben:
„Auf dem in Gold und Blau geständerten Flaggentuch im Kreuzpunkt aufgelegt das Gemeindewappen.“